# Manfred Schubert
Manfred Schubert es un deportista de la RDA que compitió en piragüismo en la modalidad de eslalon. Ganó doce medallas en el Campeonato Mundial de Piragüismo en Eslalon entre los años 1955 y 1967.

## Palmarés internacional
| Campeonato Mundial | Campeonato Mundial                 | Campeonato Mundial | Campeonato Mundial |
| Año                | Lugar                              | Medalla            | Competición        |
| ------------------ | ---------------------------------- | ------------------ | ------------------ |
| 1955               | Tacen (Yugoslavia)                 | Medalla de plata   | C1 por equipos     |
| 1957               | Augsburgo (RFA)                    | Medalla de oro     | C1 individual      |
| 1957               | Augsburgo (RFA)                    | Medalla de plata   | C1 por equipos     |
| 1959               | Ginebra (Suiza)                    | Medalla de plata   | C1 individual      |
| 1959               | Ginebra (Suiza)                    | Medalla de plata   | C1 por equipos     |
| 1961               | Hainsberg (RDA)                    | Medalla de oro     | C1 individual      |
| 1961               | Hainsberg (RDA)                    | Medalla de plata   | C1 por equipos     |
| 1963               | Spittal (Austria)                  | Medalla de oro     | C1 individual      |
| 1963               | Spittal (Austria)                  | Medalla de oro     | C1 por equipos     |
| 1965               | Spittal (Austria)                  | Medalla de bronce  | C1 individual      |
| 1965               | Spittal (Austria)                  | Medalla de bronce  | C1 por equipos     |
| 1967               | Lipno nad Vltavou (Checoslovaquia) | Medalla de plata   | C1 por equipos     |